# Стропорез
Стропоре́з — инструмент (специальный нож) для разрезания строп, верёвок, ремней, сетей.

## Нож-стропорез

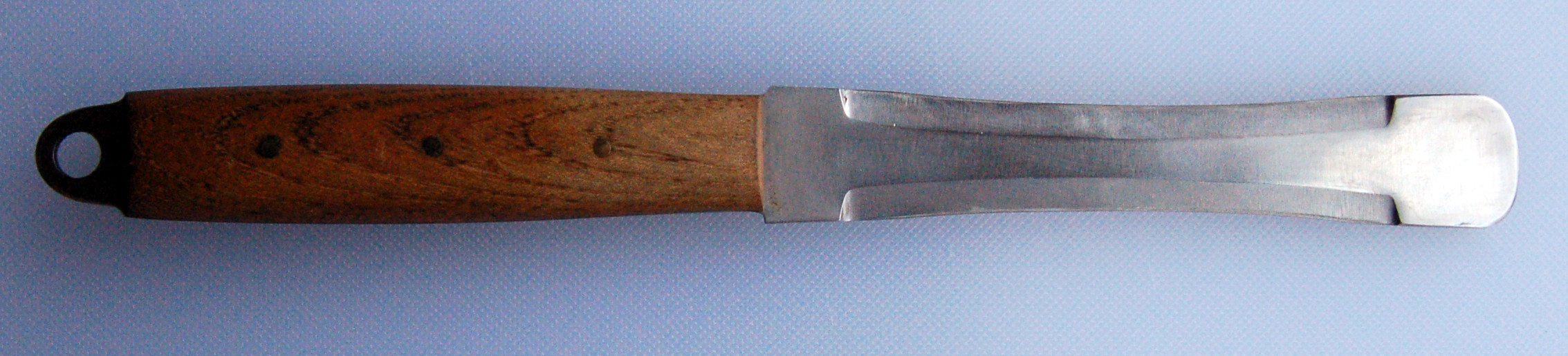
Нож-стропорез вооружённых сил ГДР

Нож-стропоре́з — первая и наиболее известная разновидность стропореза. Специальный нож для разрезания строп, ремней, канатов, верёвок, сетей. Первоначально нож-стропорез предназначался для парашютистов в качестве инструмента для собственного спасения, с его помощью можно избавиться от основного купола парашюта, если он не раскрылся или запутался, либо освободиться после неудачного приземления (на дерево или воду). Нож-стропорез был принят на вооружение в различных вооружённых силах мира в конце 1930-х-начале 1940-х годов XX столетия.
Массовое производство этого ножа было связано с развитием воздушно-десантных войск накануне Второй мировой войны.

### Некоторые известные ножи-стропорезы
- Kappmesser M 1937 — складной нож германских парашютистов времён Второй мировой войны. Открытие лезвия возможно одной рукой, гравитационное (лезвие выпадает под собственным весом) или инерционное (за счёт резкого взмаха). Дополнительно в рукоятке имеется свайка для распутывания верёвок. Несмотря на утилитарное предназначение этого ножа, в годы войны ходили легенды о его использовании в качестве холодного оружия.
- Современный германский нож-стропорез — нескладной нож с широким клинком. Выпускается в нескольких модификациях.
- Нож-стропорез воздушно-десантных войск ВС СССР — нескладной нож с симметричным обоюдоострым клинком. Линия режущей кромки вогнутая с серрейторной заточкой. Кончик клинка — закруглён для безопасности. Выпускался с пластиковыми ножнами, а также с ножнами из кожи или кожзаменителя. Клинок — толстый, ромбовидного сечения, на него нанесён серийный номер ножа. Эффективность этого стропореза вызывала сомнения, поэтому многие десантники предпочитали иметь при себе обычный острый нож во время прыжка.
- Современный российский нож-стропорез с автоматическим клинком, который выскакивает из рукоятки вперёд. Колющее остриё отсутствует, кончик клинка — прямоугольный.
- Victorinox rescue tool — складной нож производства фирмы Victorinox, инструмент для служб спасения. Кроме обычного ножа в его состав входит нож-стропорез.

## Безопасный стропорез

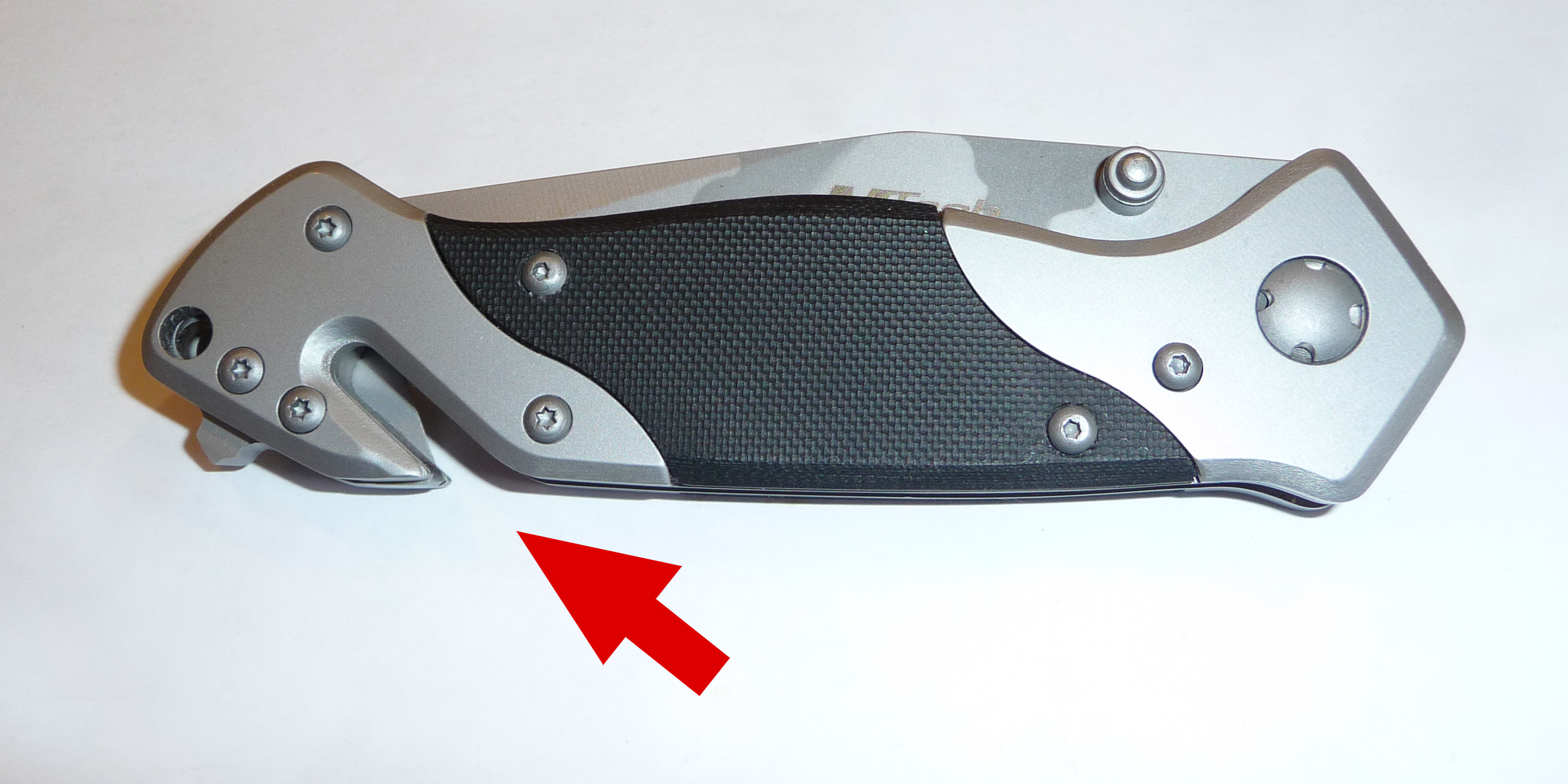
Безопасный стропорез (показан стрелкой). Элемент рукоятки складного ножа

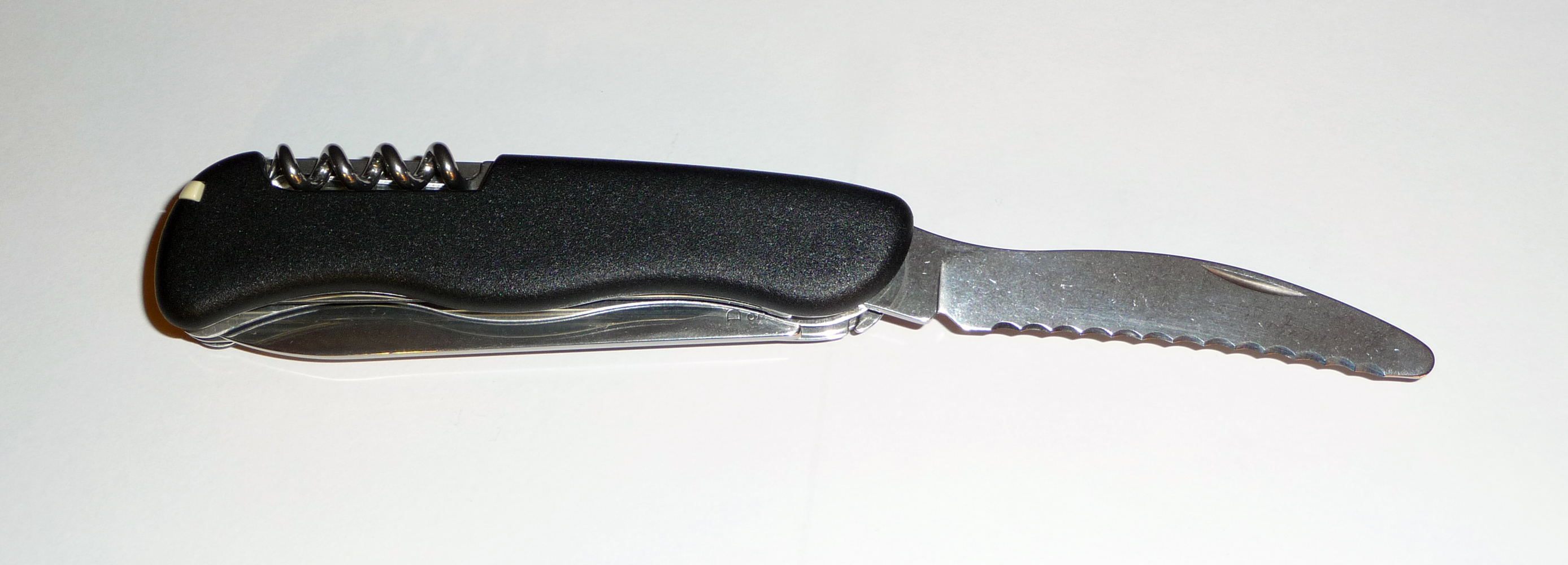
Стропорез в складном ноже Victorinox

Безопасный стропорез — инструмент в виде небольшого захвата (крюка) с лезвием внутри. Таким стропорезом практически невозможно пораниться. У спортсменов-парашютистов безопасный стропорез получил название «пеликан» из-за внешнего сходства с полураскрытым клювом.
Иногда стропорезом называют участок лезвия с серрейторной заточкой у обычного ножа.

## Применение
Первоначально стропорез являлся предметом снаряжения парашютиста. С его помощью можно освободиться от нераскрывшегося купола основного парашюта в воздухе или отцепиться после неудачного приземления, например, на крону дерева.
В настоящее время стропорезы используют также в парусном спорте, дайвинге, скалолазании и альпинизме.
Стропорезы входят в состав снаряжения служб спасения. В частности, ими разрезают ремни безопасности для освобождения пострадавших в автомобильных авариях.